# 三島函南農業協同組合
三島函南農業協同組合（みしまかんなみのうぎょうきょうどうくみあい）は、静岡県三島市に本店を置いていた農業協同組合。2022年4月1日に、本農業協同組合と富士市農業協同組合、富士宮農業協同組合、御殿場農業協同組合、南駿農業協同組合、あいら伊豆農業協同組合、伊豆の国農業協同組合、伊豆太陽農業協同組合が合併して、富士伊豆農業協同組合を発足して消滅した。

## 管轄地域
- 三島市
- 田方郡函南町

## 事業内容
- 信用事業
- 共済事業
- 指導開発事業
- 販売事業
- 購買事業

## 管内の主な産物
- スイカ
- ジャガイモ